# Dicranolasma cretaeum
Espèce
Dicranolasma cretaeum est une espèce d'opilions dyspnois de la famille des Dicranolasmatidae.

## Distribution
Cette espèce est endémique de Crète en Grèce.

## Description
Le mâle holotype mesure 5,4 mm, les mâles mesurent de 4,5 à 5,4 mm et les femelles de 4,70 à 5,35 mm.

## Systématique et taxinomie
Cette espèce a été décrite par Gruber en 1998.

## Étymologie
Son nom d'espèce lui a été donné en référence au lieu de sa découverte, la Crète.

## Publication originale
- Gruber, 1998 : « Beiträge zur Systematik der Gattung Dicranolasma (Arachnida: Opiliones, Dicranolasmatidae). I. Dicranolasma thracium Starega und verwandte Formen aus Südosteuropa und Südwestasien. » Annalen des Naturhistorischen Museums in Wien, vol. 100, p. 489–537.